# Янковский, Михаил Павлович
Михаил Павлович Янковский (Пустой шаблон {{ВД-Преамбула}} ) — советский хоккеист, вратарь.

## Биография
Согласно проекту «Память народа» Михаил Янковский был призван в армию в Минске. В годы Великой Отечественной войны капитан — майор — подполковник медицинской службы воевал на Ленинградском фронте в составе 110 зенитной артиллерийской бригады, Ленинградской армии противовоздушной обороны.
В хоккей с шайбой играл в ленинградских командах 1 группы чемпионата СССР «Динамо» (1947/48 — 1948/49) и «Большевик» (1949/50).
В составе команды по хоккею с мячом «Динамо» — финалист Кубка СССР (1947).

## Боевые награды
- Медаль «За оборону Ленинграда» (1942)
- Орден Красной Звезды[4] (1945, 1956)
- Медаль «За победу над Германией в Великой Отечественной войне 1941—1945 гг.» (1945)
- Медаль «За боевые заслуги» (1952)[1]